# Champignon hallucinogène
Les champignons hallucinogènes, champis, champignons magiques, ou encore magic mushrooms, sont des champignons possédant des propriétés hallucinogènes et enthéogènes dues à diverses molécules en fonction de leur espèce. Leur mode d'administration majoritaire est la voie orale (ingestion), une petite minorité se fumant.
Plus de 200 espèces fongiques sont répertoriées comme hallucinogènes, dont les plus importantes sont des Psilocybes, l'Amanite tue-mouche et le Claviceps purpurea. Consommés depuis des millénaires, notamment en lien avec des pratiques chamaniques et religieuses, leur popularité s'est accrue dans les années 1960, conduisant un nombre croissant d'États à réguler leur production et leur consommation.
Des études menées par l'université Johns-Hopkins ont montré que certains alcaloïdes issus des champignons hallucinogènes permettaient de réduire durablement l'anxiété et la dépression induites par des maladies graves telles que les cancers,. D'autre part, des entreprises sont actuellement en train de développer des produits pharmaceutiques innovants basés sur la psilocybine afin de traiter certains problèmes mentaux.

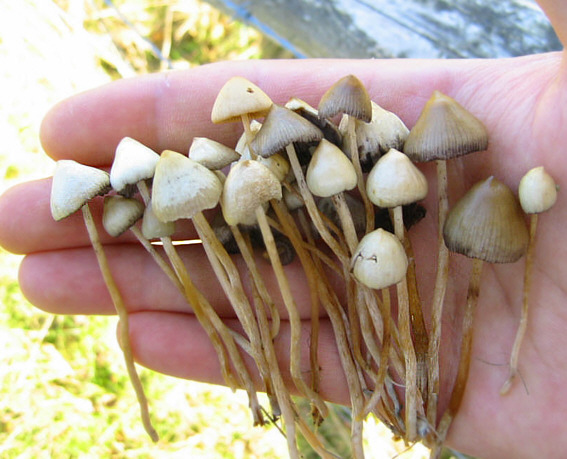
Une poignée de Psilocybe semilanceata.

## Une typologie équivoque
En plus des difficultés d'identification communes à tous les champignons, le recensement des espèces hallucinogènes comprend des obstacles spécifiques. Leur liste est susceptible d'être plus ou moins fournie selon les syndromes pris en compte, comme les polypores contenant de l'hordénine, de la N-méthyltyramine ou de la tyramine, qui provoquent des effets neurotropes légers. En outre, l'âge et l'environnement d'un même sporophore modifie la composition chimique et les capacités synthétiques d'un même champignon. La variation chimique sur lesquelles reposent les propriétés psychoactives continue après leur dessication, ce qui complique encore l'inventaire.
G. Guzman, J. Allen et J. Gartz répertorient 216 champignons hallucinogènes, qu'ils classent en quatre groupes : l'ergot du seigle qui secrète notamment de l'acide lysergique, les espèces à psilocybine et autres dérivés indoliques, celles qui renferment de l'acide iboténique comme l'Amanite panthère et enfin des champignons utilisés dans des rites sacrés mais pour lesquels aucune étude chimique sérieuse n'a été produite.
Sans compter l'ergot de seigle, Roger Heim regroupe les champignons hallucinogènes en trois groupes selon leur action psychotrope : les psychotoniques, dont les effets aphrodisiaques ou excitants s'accompagnent parfois d'hallucinations; les psychodysleptiques, suscitant des souvenirs et parfois des actes de violences; les psycholeptiques, autrement dit « oniriques ». Cette dernière catégorie, dans laquelle R. Heim inclut deux genres de Lycoperdon à titre d'hypothèse, est cependant invalidée, les expériences menées par Gastón Guzmán assurant leur caractère comestible et non narcotique.

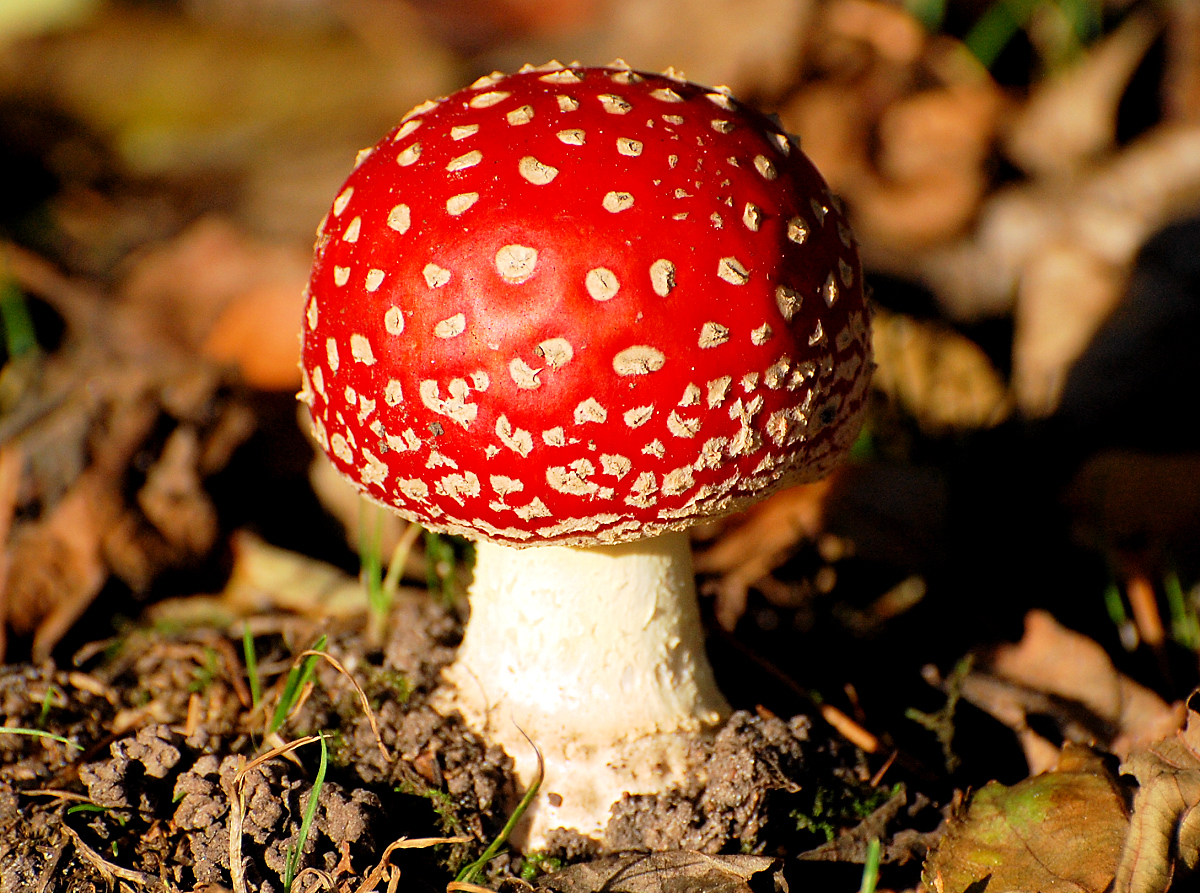
L'Amanita muscaria représente l'un des meilleurs exemples de champignon psychotonique.
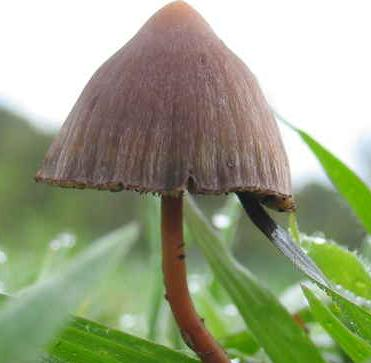
Albert Hofmann isola la psilocybine avec cette espèce, la Psilocybe mexicana.

## Chimie moléculaire et biosynthèse
Les principes actifs les plus courants des champignons hallucinogènes sont deux dérivés indoliques, la psilocybine et la psilocyine. Ils sont présents dans les espèces de trois genres, les psilocybes, les strophaires et les panéoles. En 1958, Albert Hofmann et son équipe ont isolé ces deux alcaloïdes et ont établi leur structure moléculaire. D'après J. Gartz, la psilocybine provient de la phosphorylation de la baeocystine, elle-même issue de la tryptamine, tandis que la psilocine naît de la déphosphorylation de la psilocybine,. Les teneurs en psilocine / psilocybine dans Psilocybe cubensis étaient de l'ordre de 0,14 à 0,42% / 0,37 à 1,30% dans le champignon entier (0,17 à 0,78% / 0,44 à 1,35% dans la tige), respectivement.
Le muscimole et l'acide iboténique sont les substances actives et toxiques des champignons dits psychotoniques ou délirogènes, comme l'Amanite tue-mouches (Amanita muscaria).

## Symptômes

### Les conséquences somatiques, sensorielles, psychiques et émotionnelles
Les effets des champignons hallucinogènes dépendent de leur composition moléculaire et des substances psychoactives qu'ils engendrent. Les effets cliniques de la psilocybine se manifestent environ trente minutes après l'ingestion, durent généralement moins de quatre heures et disparaissent dans la journée.
Les syndromes consécutifs à la consommation de l'Amanite panthère et de l'Amanite tue-mouche, ainsi que d'espèce proches contenant également de l'acide iboténique et de la muscimole, sont similaires : délire atropinique, troubles de la conscience et de l'humeur, problèmes digestifs et, rarement, accès de salivation et de sueurs importantes L'acide iboténique agit comme l'acide glutamique, neurotransmetteur responsable de l'excitation du système nerveux central. La structure du muscimole, semblable à un neurotransmetteur inhibiteur, endort et entraîne parfois le coma.
L'ergot de seigle entraîne des maux gastriques, des convulsions, une modification de la tension artérielle, une lésion des membres et des brûlures internes.

### Les propriétés hallucinogènes
Les propriétés hallucinogènes que partagent ces champignons se ressemblent dans leur manifestation mais varient dans leur intensité et dans leur durée. Les Psilocybes provoquent des hallucinations visuelles souvent très précises ainsi que des hallucinations auditives, tactiles et somesthésique à des doses plus fortes. L'ergot de seigle contient de l'acide lysergique, dont l'un des dérivés est le LSD. L'isomère dextrogyre du LSD est l'un des hallucinogènes les plus puissants connus à l'heure actuelle, aux répercussions souvent imprévisibles. Le trip, d'une durée de huit à douze heures, s'accompagne de visions kaléidoscopiques, d'une confusion des sens, d'une perception altérée du temps et de l'espace ou encore d'une émotivité exacerbée.

## Toxicologie
D'un point de vue strictement médical, l'ingestion de champignons dits hallucinogènes dans un but récréatif est considérée comme une intoxication volontaire. En effet, pour certains champignons, la dose hallucinogène peut s'avérer toxique.
La consommation de champignons hallucinogènes n'entraîne pas de dépendance physique ou de phénomène d'addiction. En revanche, une tolérance aux effets psychédéliques de la psilocybine se développe rapidement, pour disparaître tout aussi rapidement et ne s'accompagne pas de symptômes de sevrage et rarement de dépendance psychologique,,.
Il faut compter environ deux semaines avant que cette tolérance retombe complètement; des calculatrices en ligne permettent d'adapter le dosage en fonction du nombre de jours après la dernière expérience hallucinogène,.

### Champignons à psilocybine
Par abus de langage, le terme de « champignon à psilocybine » recouvre plusieurs formes bien distinctes : le carpophore (état de fructification) ou le sclérote (état de dormance). Le sclérote des psilocybe est également appelé « truffe », bien qu'il n'appartienne pas au genre Tuber, ni aux autres taxons habituellement qualifiés de truffes.
Du fait de leur puissant caractère hallucinogène, les champignons à psilocybine peuvent très rarement causer des accidents psychiatriques graves et durables, parfois dès la première prise. On parle alors de syndrome post-hallucinatoire persistant, à savoir angoisses, phobies, état confusionnel, dépression, voire bouffées délirantes aiguës.
Les effets cardiovasculaires étant nuls et ceux du surdosage uniquement des effets psychiques passagers, les interventions médicales invasives telles les lavages d'estomac sont superflues, sauf si l'on soupçonne l'ingestion concomitante de champignons vraiment toxiques.
De même, il peut exister un « retour d'acide » (aussi appelé flash back ou remontée) qui peut replacer quelques minutes l'usager dans l'état engendré par la consommation de champignons hallucinogènes sans en consommer, et ce, plusieurs mois après la dernière prise.
Un effet psychotrope apparaît dès 1 mg de psilocybine même si les doses courantes varient de 4 mg à 10 mg. L'étude de 2006 en Angleterre par R. R. Griffiths, W. A. Richards, U. McCann et R. Jesse a quant à elle utilisé 30 mg/70 kg pour occasionner un profond voyage, qualifié d'expérience mystique. Les Psilocybe cubensis séchés contiennent environ entre 0,20, et 0,25% de psilocybine.
On estime que les effets peuvent être ressentis à partir d'environ un gramme de Psilocybe cubensis séchés, entre deux et trois grammes par personne.[réf. nécessaire]

### Amanites
Les accidents mortels enregistrés à la suite de la consommation d'Amanite phalloïde (également connue sous le nom d'oronge verte), ne se retrouvent pas avec l'Amanite tue-mouches hallucinogène. Le principe actif de ce champignon n'est pas la psilocybine mais le mucimole.
Mais il existe d'autres risques dus aux effets psychiques induits par la substance (risque de crise d'angoisse) et surtout aux comportements parfois déraisonnables des usagers.

## Historique

### De la préhistoire à l'époque moderne
L'utilisation de champignons hallucinogènes est très ancienne. L'ethnomycologue Giorgio Samorini (it) la fait remonter au Néolithique. Il interprète plusieurs idéogrammes et figures dansantes des peintures rupestres découvertes sur le site de Tassili n'Ajjer au Sahara et datant de 7 à 9000 av. J.-C. comme des représentations de champignons hallucinogènes.
L'usage des champignons hallucinogènes est attesté dans plusieurs civilisations méso-américaines, notamment par des vestiges comme des bols à images votives et des fresques.Certaines représentations mayas datent de 500 av. J.-C., notamment les vestiges archéologiques des sites des hauts plateaux guatémaltèques et dans le sud-est du Mexique représentant des effigies dont la tige est ornée d'une tête humaine ou animale surmontée d'une couronne en forme d'ombrelle.
Plusieurs dieux peuvent leur être assimilés, le dieu Piltzintecuhtli qui est un dieu mexicain des plantes hallucinogènes dont les champignons divins, le dieu aztèque Xochipilli qui est le dieu du « rêve fleuri ».
On sait que des champignons hallucinogènes furent distribués aux fêtes du couronnement de Moctezuma II en 1502.
Après la victoire d'Hernán Cortés sur les Aztèques en 1521, les Européens commencent à essayer d'interdire l'usage d'intoxiquants non alcoolisés, dont les champignons sacrés, et ainsi l'usage de teonanácatl (« chair des dieux ») est devenu clandestin.
L'un des premiers textes européens à y faire référence et à en décrire l'usage rituel est le Codex de Florence (Historia general de las cosas de la Nueva España), écrit par le clerc espagnol Bernardino de Sahagún entre 1547 et 1569. Il mentionne l'usage des teonanácatl dans les cérémonies religieuses des Aztèques.

### Redécouverte contemporaine
En 1938, Richard Evans Schultes et Reko ramènent plusieurs spécimens au musée de Harvard.En 1953, Robert Gordon Wasson entreprend sa première expédition dans la région mazatèque au Mexique et en 1955 il découvre le premier les effets psychoactifs du Psilocybe mexicana. En compagnie du photographe Allan Richardson, il assiste à une cérémonie chamanique menée par Maria Sabina. Le récit de cette expérience dans un article intitulé Seeking the Magic Mushroom contribue à populariser cet hallucinogène dans le monde occidental et en particulier dans le futur milieu hippie. En 1958, à la suite de cette découverte, la psilocybine est isolée par Albert Hofmann.
Dans les années 1960, le mycologue français Roger Heim (1900-1979) du Muséum national d'histoire naturelle et de l'Académie des sciences, était le principal spécialiste mondial de l'ethnomycologie des espèces hallucinogènes comme les Psilocybe et Stropharia dont il testait les effets sur lui-même,.
En 2006, l'OEDT publie une étude indiquant que, durant les années 1990 et au début des années 2000, la consommation de champignons hallucinogènes a subi une importante augmentation sensible au sein de la jeunesse européenne. Cette hausse est imputée aux pays autorisant la vente des champignons hallucinogènes, à la tendance visant à consommer des produits biologiques et à l'essor de l'internet où un nombre significatif de sites web permet l'achat de ces produits en ligne avec livraison à domicile. Cette étude s'inquiète aussi du fait que, s'adaptant aux nouvelles législations pénalisant les champignons contenant de la psilocybine ou de la psilocine, les vendeurs proposent des produits plus dangereux comme des champignons de la famille des agarics et des espèces d'amanites.

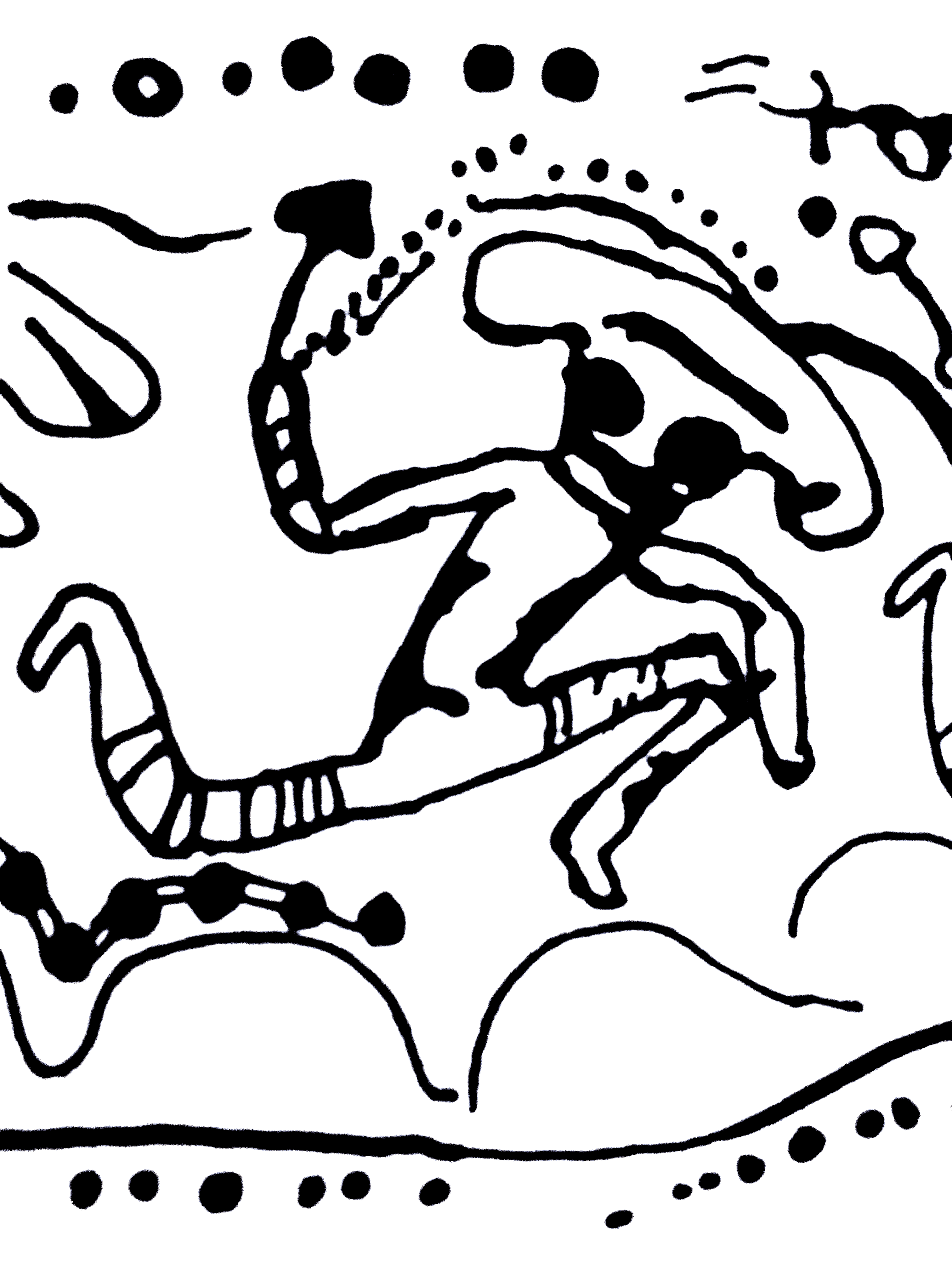
Figure dansante de Tassili
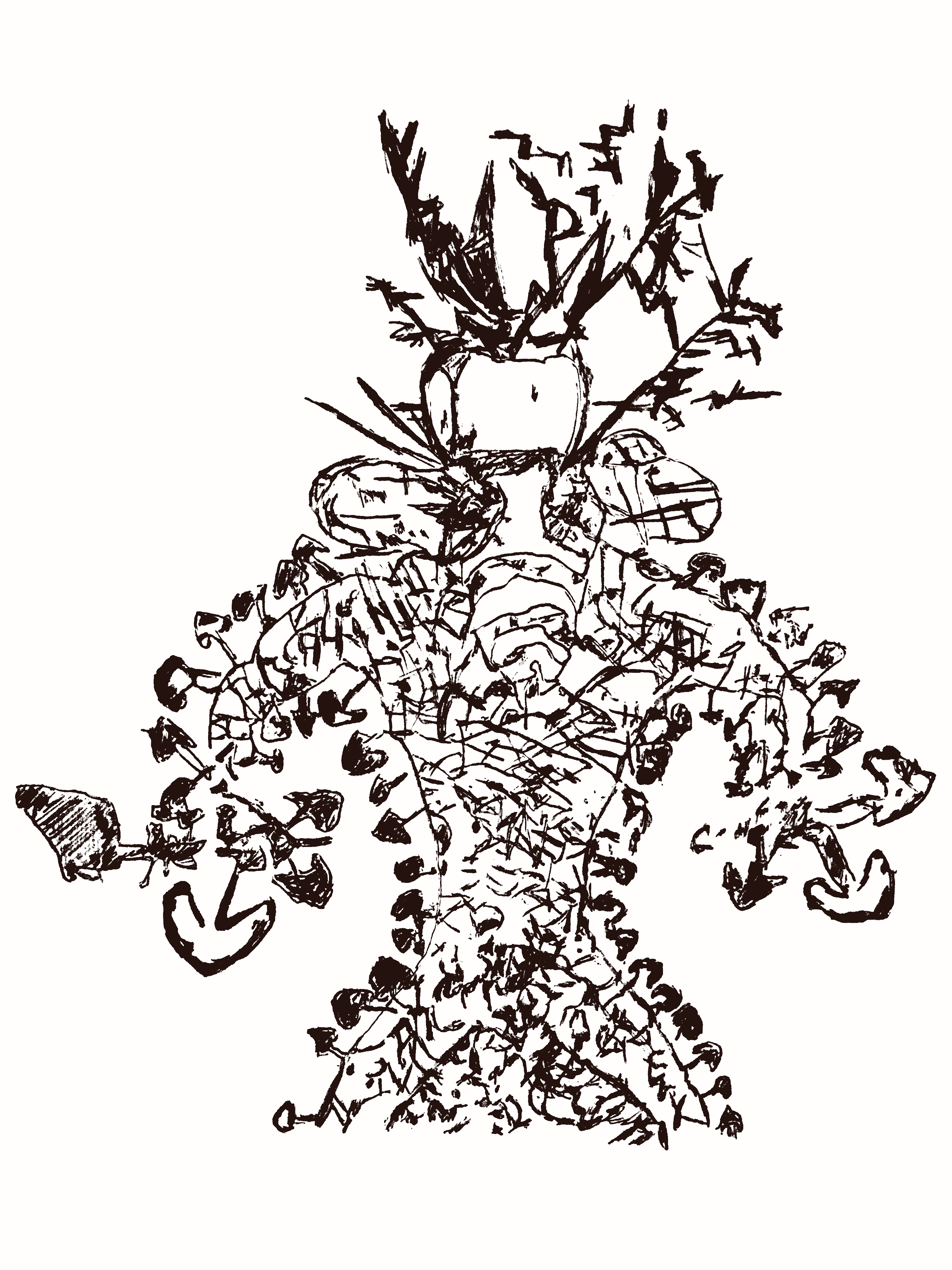
Chaman de Tassili
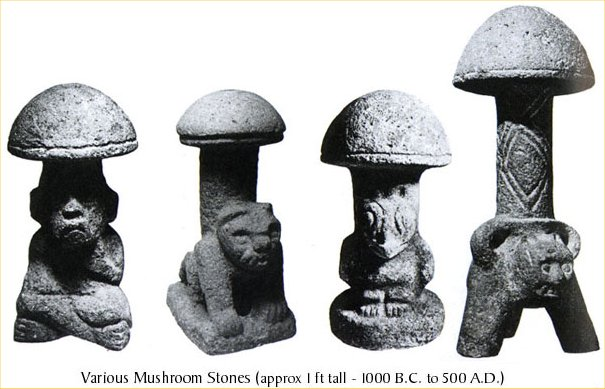
Statues-champignons de la civilisation maya
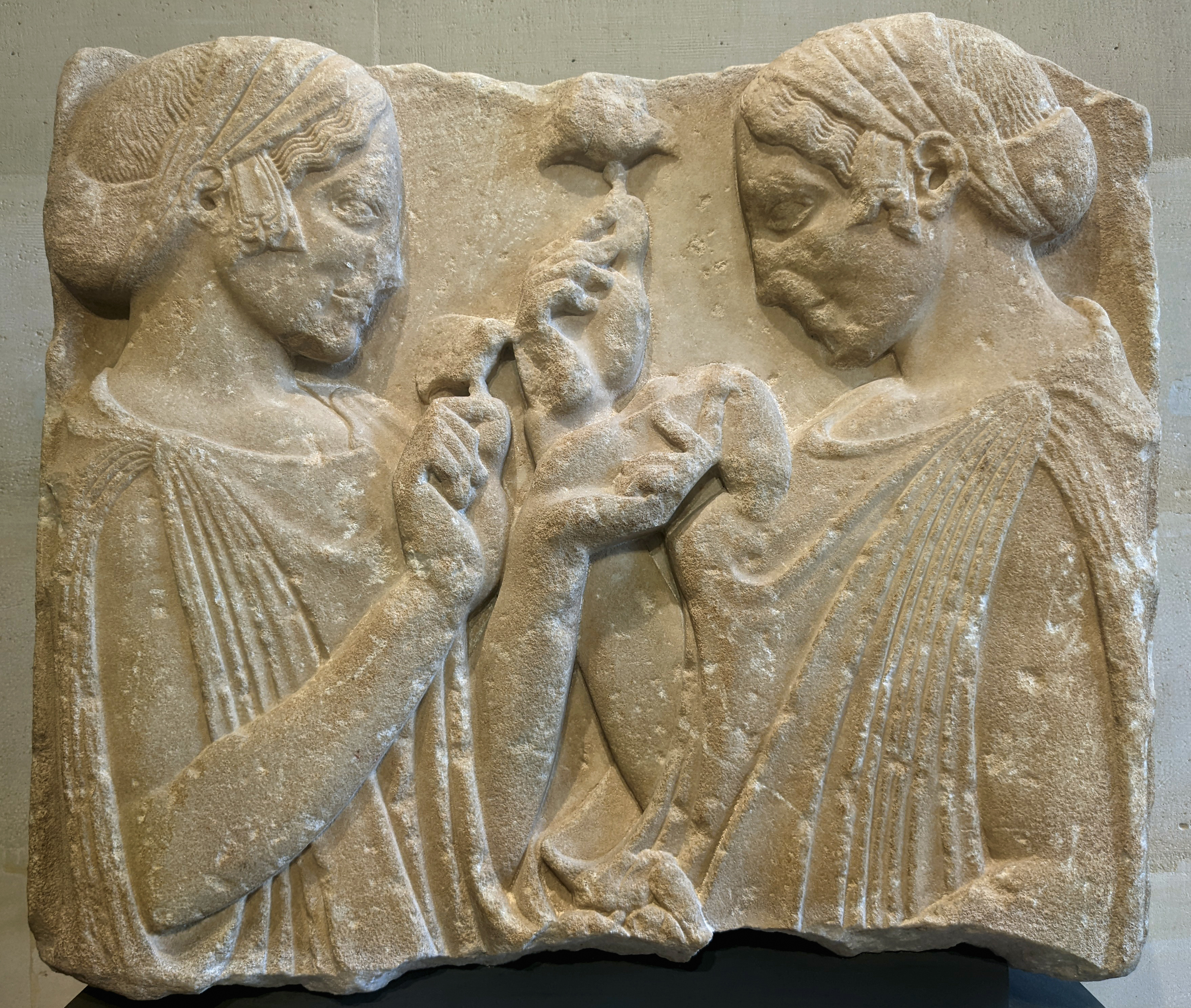
Selon la théorie enthéogène des religions, le bas-relief L'exaltation de la fleur (en) représente Déméter et Perséphone tenant en main des champignons

## Législation
En raison du caractère religieux des champignons hallucinogènes et parce qu'ils n'induisent pas de dépendance physique, les législations ne sont pas uniformes à leur propos.
- En France, les psilocybes sont inscrits sur la liste des stupéfiants depuis 1990[37] ; ainsi, la possession, la culture, l'usage, la détention, le transport et le ramassage sont passibles de sanctions pénales. De son côté, l'amanite tue-mouche ne fait pas partie de cette liste et n'est donc pas illégale en elle-même. Le Code de la Santé Publique interdit néanmoins d'en faire la promotion ou la présentation sous un jour favorable[38].
- Aux Pays-Bas, la culture et la vente de certains champignons hallucinogènes sont interdits depuis le 1er décembre 2008. Les truffes contenant de la psilocybine sont légales. Les kits de culture sont vendus. Les champignons séchés sont totalement interdits.
- L'Irlande a décidé d'inclure en juin 2006 sur la liste des stupéfiants les champignons frais et séchés.
- À l'inverse, en Espagne et dans d'autres pays européens les spores et les champignons frais sont autorisés à la vente dans les smartshops. Séchés, ils sont considérés comme une préparation, et sont le plus souvent interdits.
- Au États-Unis, L'usage médicinal voire récréatif des champignons hallucinogènes est à nouveau légalisé dans certains états. En 2019, la ville de Denver vote à majorité la dépénalisation de l'usage médicinal et personnel avant que elle ne soit étendue à tout l'état du Colorado en 2024. Le 3 novembre 2020, lors des élections présidentielles américaines de 2020, l'État de l'Oregon a voté une initiative visant à légaliser la psilocybine pour le traitement de la santé mentale dans des centres agréés[39].
- Au Royaume-Uni, les champignons séchés contenant de la psilocybine sont illégaux depuis le 18 juin 2005. Cependant, bien qu'ils soient interdits, ils sont considérés comme des médicaments frais en vertu de l'article 21 de la Loi sur les drogues de 2005. Les spores sont quant à eux autorisés.
- En Nouvelle-Zélande, il est simplement interdit d'extraire la psilocybine.
- La Suisse a décidé de compléter la liste des substances prohibées ou strictement contrôlées en y faisant figurer les champignons hallucinogènes. La mesure est entrée en vigueur le 31 décembre 2001.
- Dans les Îles Vierges britanniques où les champignons poussent naturellement, il est légal de posséder et de consommer les champignons Psilocybe, mais leur vente est illégale.
- En Belgique, la culture des champignons est interdite depuis la promulgation de la loi pénale du 24 février 1921. La possession et la vente de champignons hallucinogènes sont prohibées depuis l'arrêté royal du 22 janvier 1998.
- Au Canada, la vente de matériel et de spores n'est pas interdite, mais il est interdit de vendre, produire ou posséder de la psilocybine ou de la psilocine. malgré cela, plusieurs sites internet vendent des champignons magiques.
- En République tchèque, il est légal de posséder et de consommer des champignons, mais il est illégal d'en vendre.
- Au Danemark, la vente, la consommation et la possession de Psilocybes sont interdites depuis le 1er juillet 2001.
- En Finlande, la culture est interdite depuis le 1er septembre 2008 mais il était déjà interdit d'en posséder, vendre ou utiliser depuis le 1er janvier 1994
- En Grèce, les champignons hallucinogènes sont interdits de culture par la loi 1729/87.
- Au Japon, depuis 2002 les champignons Psilocybe sont interdits et ont été rajoutés à la liste des stupéfiants de ce pays.
- Au Mexique, bien que les champignons hallucinogènes soient interdits ils sont tolérés dans le milieu autochtone.

## Recherches et usages thérapeutiques
Les recherches actuelles en neuropsychiatrie se penchent sur l'activité sérotoninergique de la psilocybine qu'on trouve dans certaines espèces de champignons hallucinogènes. Compte tenu de la forte variation du taux des molécules actives dans les champignons à psilocybine, les utilisations thérapeutiques, en Occident, se sont généralement faites avec la molécule de psilocybine isolée contrairement aux utilisations traditionnelles qui emploient le champignon en entier. Ceci permet d'avoir un dosage plus précis et de ne pas être soumis aux aléas de la nature. Les études concernant le potentiel thérapeutique de la psilocybine entrent en jeu dans les traitements suivants :
- traitement des troubles obsessionnels compulsifs : la psilocybine utilisée de manière contrôlée à faible dose s'est révélée être un excellent traitement pour les patients souffrant de TOC. Une expérience menée sur des individus a démontré une amélioration spectaculaire chez tous les sujets et a pu être quantifiée : grâce à la psilocybine leurs symptômes obsessionnels ont diminué de 25 % sur l'échelle d'obsessions et de compulsions de la « Yale-Brown Obsessive-Compulsive Scale »[40]. Il va de soi que l'usage était cadré et supervisé par des médecins et qu'une auto-médication comporte des dangers ;
- traitement de l'algie vasculaire de la face : la psilocybine contenue dans certains champignons est un traitement efficace cette céphalée extrême qui résiste à presque tous les traitements actuels[41] ;
- traitement de l'anxiété et de la dépression relative à la mort chez les patients cancéreux : le professeur Griffith de l'université de Hopkins a démontré que le principe actif nommé « psilocybine » contenu dans certains champignons hallucinogènes a fait ses preuves lors de tests sur des patients déprimés atteints de cancer en phase terminale. D'après cette étude, l'usage contrôlé de psilocybine induit une diminution de l'anxiété chez le patient, une meilleure acceptation de la peur de la mort ainsi qu'une amélioration de l'humeur, ainsi qu'une diminution voire une suppression de la dépression[42],[43] ;
- traitement de dépression résistant au traitement : En 2018 la Food and Drug Administration a accordé la désignation de breakthrough therapy pour la thérapie assistée par la psilocybine pour la dépression résistant au traitement[44].

## Ethnologie et sociologie de la consommation

### Chamanisme et néochamanisme
Les enquêtes ethnomycologiques trouvent des traces très anciennes de l'usage de ces champignons dans diverses cultures. Ils font encore l'objet d'une utilisation chamanique en Amérique latine notamment. Ils sont alors qualifiés de « champignons sacrés » ou « chair des dieux » (teonanácatl) et on leur prête des vertus enthéogènes.

### Usages récréatifs
Les usagers d'hallucinogène recherchent des sensations de l'ordre du développement personnel comme une meilleure compréhension d'eux-mêmes, un aiguisement des sens, une sensation de liberté et d'harmonie voire des révélations mystiques.
Plus rarement, ils recherchent une désinhibition ou une euphorie.
Une étude a révélé que les expériences de type mystique induites par la psilocybine entraînaient des changements positifs plus durables, notamment l'altruisme, la gratitude, le pardon et le sentiment d'être proche des autres, lorsqu'ils étaient associés à une pratique régulière de méditation.

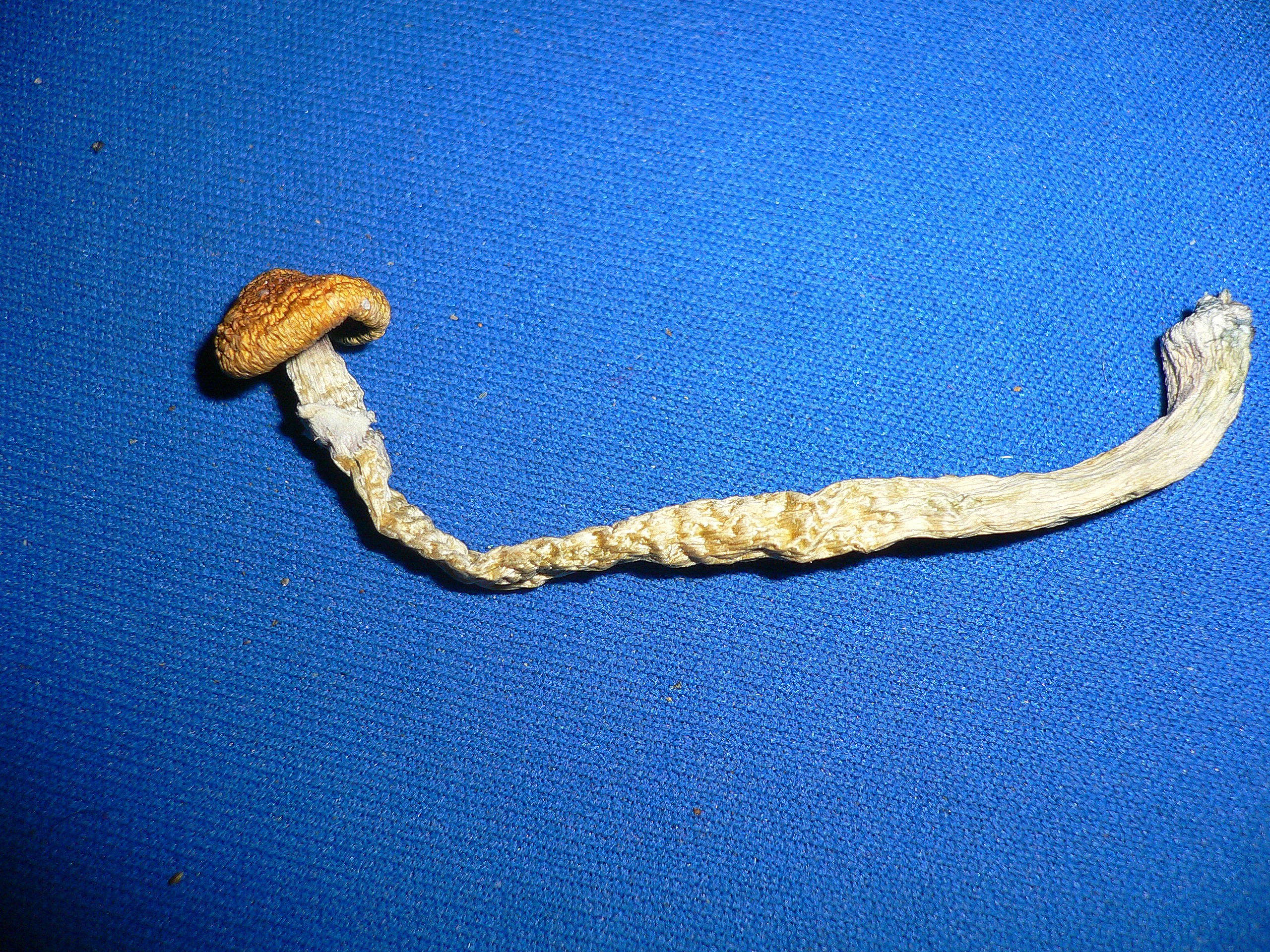
Champignon hallucinogène séché de la variété Psilocybe cubensis.

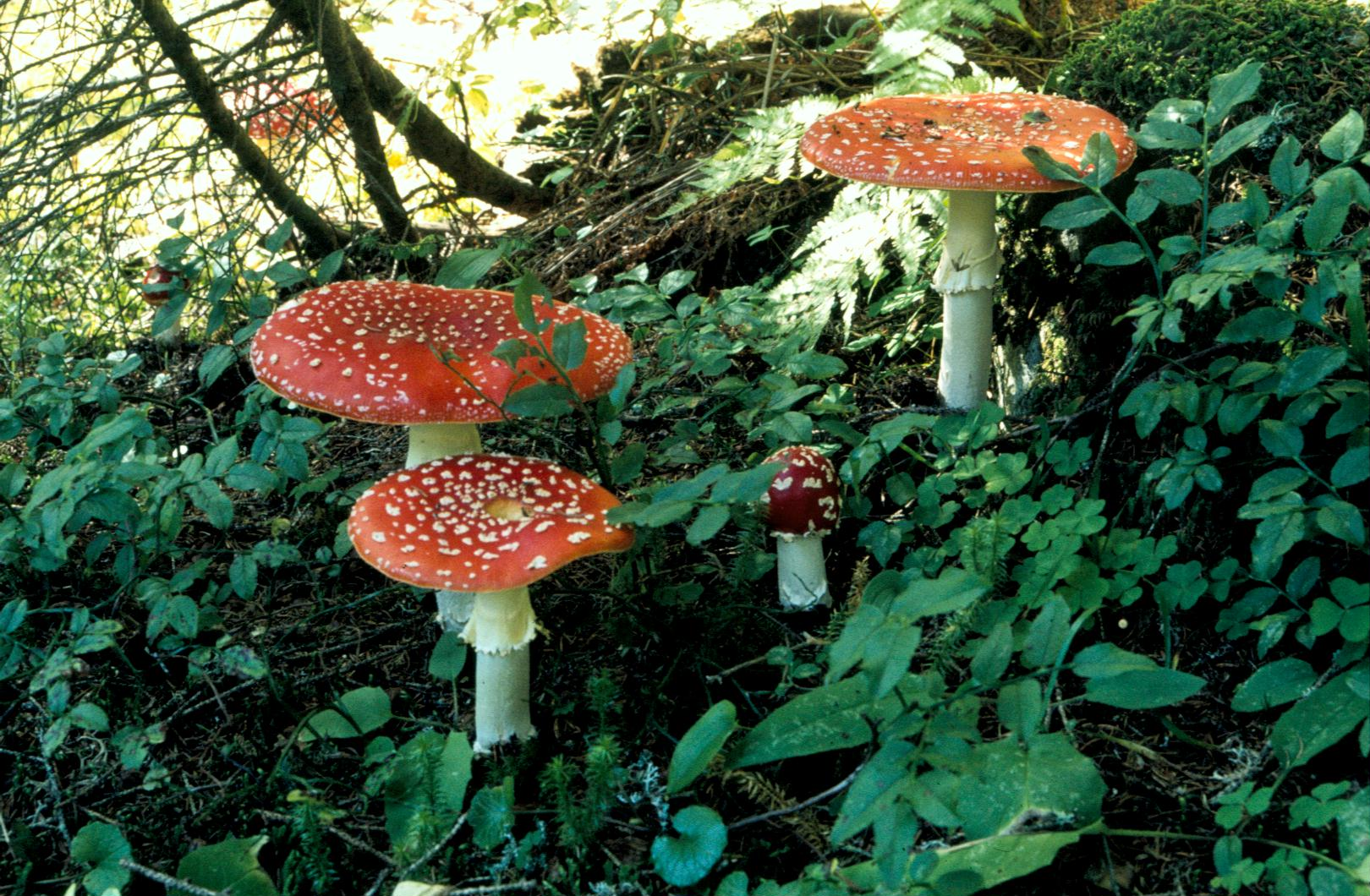
Un groupe dAmanita muscaria, champignon toxique utilisé parfois comme hallucinogène.

### Modes d'ingestion
Ils sont consommés par voie orale, soit mâchés et avalés frais ou sec, soit comme ingrédients d'une préparation culinaire (omelette, pizza, etc.), soit en infusion (tisane, thé), soit après macération dans de l'alcool.
Leur goût amer est souvent compensé par du chocolat.
Ils sont anecdotiquement séchés puis fumés sous forme de joints. La psilocybine et la psilocyne étant détruites par la chaleur, les effets sont minimes, voire négligeables, c'est pourquoi ce mode de consommation est très rare. Par ailleurs, les sous-produits engendrés par la combustion pourraient s'avérer très nocifs au regard du faible résultat.

## Statistiques
En France, en 2010, parmi les personnes âgées de 15 à 64 ans, 3,1 % déclarent avoir déjà consommé des champignons hallucinogènes au cours de leur vie, mais seulement 0,1 % l’a fait au cours de l’année (usage actuel). Comme pour la plupart des autres drogues illicites, les hommes sont plus nombreux à avoir expérimenté les champignons hallucinogènes (5 % contre 1,5 % des femmes). Selon les termes du cinquième rapport national du dispositif TREND, en France, « les champignons hallucinogènes sont le produit hallucinogène le plus consommé, même si, de par sa nature hallucinogène incompatible avec une vie sociale, ce produit ne reste consommé qu'épisodiquement ».

## Production et trafic
D'après, l'OICS dans son rapport du 1er mars 2006, le trafic des champignons hallucinogènes reste marginal et local.
Des kits de culture (growkits) ou truffes prêtes à consommer peuvent facilement être achetés sur Internet tandis que les champignons séchés sont disponibles auprès de vendeurs sur le dark web.
Avec l'avènement des réseaux sociaux ainsi que le développement de nouvelles techniques de culture telles que la PF Tek, la culture des champignons hallucinogènes chez soi est en plein essor et échappe à toute comptabilité dans les bilans officiels.

## Influence artistique et culturelle

### Un motif de la culture psychédélique et alternative
Des artistes font régulièrement allusion aux psilos dans leurs créations, comme la chanson du groupe Billy ze kick, Mangez-moi ! Mangez-moi !, ou le nom du groupe Miss Hélium (jeu de mots sur Mycélium). Pendant les années 1960, de nombreux groupes de rock psychédélique ou hippie y font référence dans leurs chansons, la plus célèbre étant White Rabbit des Jefferson Airplane, et sa célèbre comparaison avec le roman Alice au pays des merveilles.

### Représentation cinématographique et littéraire
Cinéma :
- Le Champignon
- Shrooms/Mush
- Au-delà du réel
- Impression de la Haute Mongolie (Hommage à Raymond Roussel) en 1975, de Salvador Dalí réalisé par José Montes Baquer[49]

### Ouvrages
- (en) Jochen Gartz (préf. Christian Rätsch), Magic mushrooms around the world : a scientific journey across cultures and time, Arnshaugk, 2014, 214 p. (ISBN 978-3-944064-18-5 et 3-944064-18-6)
- Roger Heim, Champignons toxiques et hallucinogènes, Paris, Boubée, 1978, 2e éd., 272 p. (ISBN 2-85004-013-4)
- Catherine Reynaud-Maurupt, Usages contemporains de plantes et champignons hallucinogènes : une enquête qualitative exploratoire conduite en France, Saint-Denis-La Plaine, OFDT, 2006, 160 p. (ISBN 978-2-11-096692-6, lire en ligne)
- Michael Pollan, Voyage aux confins de l'esprit. Ce que le LSD et la psilocybine nous apprennent sur nous-mêmes, la conscience, la mort, les addictions et la dépression, Lausanne, Quanto, 2019   (ISBN 978-2889153077)

### Articles
- Régis Courtecuisse et Marc Devaux, « Champignons hallucinogènes d'Europe et des Amériques : mise au point mycologique et toxicologique », Annales de toxicologie analytique, vol. XXVI, no 1,‎ 2004, p. 36-64 (lire en ligne)
- Marie-Hélène Ghysel et Francis Trotin, « Les substances hallucinogènes provenant de l'ergot de seigle et des volubilis », Annales de toxicologie analytique, vol. XVI, no 1,‎ 2004, p. 65-75 (lire en ligne)
- (en) Gastón Guzmán, John W. Allen et Jochen Gartz, « A worldwide geographical distribution of the neurotropic fungi, an analysis and discussion », Annali del Museo civico di Rovereto, no 14,‎ 1998, p. 189-280 (lire en ligne)